# Erich Fruhnert
Erich Fruhnert (* 9. September 1912 in Dresden; † unbekannt) war ein deutscher Maler.

## Leben und Werk
Zu Fruhnert sind nur wenige Informationen zu finden. Nach seinem Studium arbeitete in Radebeul als freischaffender Künstler. Er war Mitglied der KPD. 1936 ging er nach Spanien und nahm im Bürgerkrieg in den Internationalen Brigaden auf der Seite der Verteidiger der Republik an den Kämpfen teil. Nachdem er nach deren Niederlage nach Frankreich geflüchtet war, wurde er dort verhaftet und an Deutschland ausgeliefert. Er wurde wegen „Wehrflucht“ zu acht Monaten Freiheitsstrafe verurteilt und war von 1937 bis 1938 in der Dresdner Haftanstalt Mathildenstraße inhaftiert. Danach hatte er Berufsverbot und wurde überwacht. Seinen Lebensunterhalt sicherte er sich als Porzellanmaler. Im Adressbuch von Radebeul 1943/1944 ist er in der heutigen Pestalozzistraße 11 vermerkt.
Nach dem Ende der nationalsozialistischen Herrschaft arbeitete er wieder als Maler. Er schuf vor allem Bilder seiner Heimatlandschaft.

## Werke (Auswahl)
- Selbstbildnis (Bleistiftzeichnung, 1937; entstanden im Zuchthaus; u. a. links unten bezeichnet mit „im Jahr des Unheils“)[2]
- Bei Radebeul (Tafelbild, Öl, 1947)
- Gegend bei Meißen (Tafelbild, 1961)

## Teilnahme an zentralen und wichtigen regionalen Ausstellungen in der Sowjetischen Besatzungszone bzw. der DDR
- 1945: Radebeul, („Erste Kunstausstellung Radebeuler Künstler“)[3]
- 1946: Dresden, Brühlsche Terrasse („Kunstausstellung Sächsischer Künstler mit Sonderausstellung Opfer des Faschismus“)[4]
- 1980/1981: Dresden, Albertinum („Kunst im Aufbruch. Dresden 1918- 1933“)